# Calamagrostis flaccida
Calamagrostis flaccida är en gräsart som beskrevs av Keng f. Calamagrostis flaccida ingår i släktet rör, och familjen gräs. Inga underarter finns listade i Catalogue of Life.